# Линтотт, Ивлин
Ивлин Генри Линтотт (англ. Evelyn Henry Lintott; 2 ноября 1883, Годалминг, Суррей, Великобритания — 1 июля 1916, Сомма, Пикардия, Франция) — английский учитель, футболист и профсоюзный деятель. Игрок национальной и любительской сборной Англии. Во время Первой мировой войны — офицер британской армии, участник операции в Суэцком канале и битвы на Сомме.

## Детство и юность
Родился в семье Артура и Элеоноры Линтотт. Отец занимался торговлей домашним скотом. Ивлин был вторым ребёнком из пяти; старший брат Фредерик стал журналистом, работал в газете «Брэдфорд Дейли Телеграф». Жила семья в Фарнкомби (Суррей). Учился в гимназии короля Эдуарда VI (Гилфорд).
Футбольную карьеру начал в сезоне 1899/1900 выступлениями за клуб «Уокинг» из лиги Западного Суррея. Сначала выступал в нападении, но из-за дефицита игроков середины поля переквалифицировался в полузащитника. В 1905 году переехал в город Эксетер, административного центра графства Девон и в течение двух лет получал педагогическое образование в колледже Святого Луки. В выходные дни приезжал в Уокинг и продолжал защищать цвета местной футбольной команды.

## Южная лига
В сезоне 1906/07 провёл два матча за клуб «Плимут Аргайл» из Южной футбольной лиги. В 1907 году получил должность учителя в лондонской школе Олдфилд-роуд. Параллельно продолжал играть в футбол. 7 сентября дебютировал за «Куинз Парк Рейнджерс» в матче против «Нью-Бромптон». Столичная команда уверенно провела сезон и стала победителем Южной лиги. Одним из партнёров Линтотта был Фредерик Пентланд, будущий тренер «Атлетика» (Бильбао) и нескольких других испанских клубов.
В этом же году состоялся первый розыгрыш суперкубка, в котором «Куинз Парк Рейнджерс» играл против клуба «Манчестер Юнайтед», чемпиона более мощной Футбольной лиги. 27 апреля 1908 года на «Стэмфорд Бридж» была зафиксирована ничья: в начале игры Фрэнк Кэннон вывел лондонцев вперед, а на 60-й минуте счет сравнял Билли Мередит. Во втором матче, который состоялся 29 августа, «манкунианцы» одержали убедительную победу 4:0 (голы: Джимми Тернбулл (3), Джордж Уолл) и стали первыми победителями в истории этого турнира.
Своей игрой Ивлин Линтотт заинтересовал руководство команды «Брэдфорд Сити». Клуб стал победителем второго дивизиона и старался усилить свой состав: они предложили «рейнджерам» 1000 фунтов стерлингов. Столичный коллектив находился в затруднительном финансовом состоянии и контракт за переход Линтотта мог бы существенно улучшить положение.

## В сборных
Профессиональная лига в Англии была создана в 1888 году, но за клубы продолжали выступать любители. Наиболее известными среди них в начале 20-го века были врач-бактериолог Дик Руз и архитектор Вивьен Вудворд. В 1906 году была создана любительская сборная Англии, которая провела первую игру на стадионе «Парк де Пренс» против команды Франции 1 ноября того же года. Матч завершился победой гостей со счётом 15:0, семь голов забил Станли Харрис («Коринтиан») и четыре — Вивьен Вудворд («Тоттенхэм»).
В следующем году выступать за любительскую сборную начал привлекаться Ивлин Линтотт. В декабре сыграл в двух товарищеских матчах против Ирландии и Нидерландов, а весной 1908 года — ещё в трёх с командами Франции, Бельгии и Германии. Все поединки завершились победами с общей разницей забитых и пропущенных мячей 43:6. Летом он подписал профессиональный контракт с «Брэдфорд Сити» и уже не имел возможности защищать цвета этой команды.
15 февраля 1908 года впервые сыграл за национальную сборную, которая в то время принимала участие только в домашнем чемпионате Великобритании. В Белфасте команда Ирландии удачно защищалась и гости обеспечили себе преимущество лишь в последние десять минут, благодаря точным выстрелам Джорджа Хилсдона и Вивьена Вудворда. Во втором туре Линтотт персонально действовал против лидера сборной Уэльса Билли Мередита и не дал тому сыграть в присущей манере. Правда, главной причиной победы со счётом 7:1 стало сотрясение мозга у голкипера валлийцев Дика Руза, который был вынужден покинуть поле во второй половине первого тайма. По тогдашними футбольными правилами замены не разрешались и англичане до завершения матча имели преимущество на одного игрока. 4 апреля сборные Шотландии и Англии сыграли вничью на «Хэмпден Парк» и обе команды стали победителями 25-го первенства Великобритании. На матче присутствовало более 121 000 зрителей. В июне состоялось первое турне национальной сборной по континентальной Европе, но Линтотт в нем участия не принимал.
Домашний чемпионат Великобритании
| Домашний чемпионат 1908 | Домашний чемпионат 1908 | Домашний чемпионат 1908 | Домашний чемпионат 1908 | Домашний чемпионат 1909 | Домашний чемпионат 1909 | Домашний чемпионат 1909 | Домашний чемпионат 1909 |
| Поз.                    | Команда                 | И                       | О                       | М                       | Команда                 | И                       | О                       |
| ----------------------- | ----------------------- | ----------------------- | ----------------------- | ----------------------- | ----------------------- | ----------------------- | ----------------------- |
| 1                       | Англия                  | 3                       | 5                       | 1                       | Англия                  | 3                       | 6                       |
| 1                       | Шотландия               | 3                       | 5                       | 2                       | Уэльс                   | 3                       | 4                       |
| 3                       | Ирландия                | 3                       | 2                       | 3                       | Шотландия               | 3                       | 2                       |
| 4                       | Уэльс                   | 3                       | 0                       | 4                       | Ирландия                | 3                       | 0                       |

В турнире 1909 года англичане одержали три победы и снова стали победителями, а Линтотт сыграл в двух матчах против сборных Ирландии и Шотландии. В первой игре результат обеспечили голы Джорджа Хилсдона и Вивьена Вудворда, а во второй — Джорджа Уолла из «Манчестер Юнайтед». В конце мая поехал в турне по Центральной Европе. На поле выходил в двух первых поединках против команды Венгрии, а за ходом игры с Австрией наблюдал со скамейки запасных. Всего за национальную сборную провёл семь официальных матчей: 6 побед, 1 ничья, разница мячей — 29:7.
| №                    | Дата       | Место      | Хозяева   | Счёт | Гости      | Турнир |
| -------------------- | ---------- | ---------- | --------- | ---- | ---------- | ------ |
| Любительская сборная |            |            |           |      |            |        |
| 1                    | 07.12.1907 | Лондон     | Англия    | 6:1  | Ирландия   | ТМ     |
| 2                    | 21.12.1907 | Дарлингтон | Англия    | 12:2 | Нидерланды | ТМ     |
| 3                    | 23.03.1908 | Лондон     | Англия    | 12:0 | Франция    | ТМ     |
| 4                    | 18.04.1908 | Брюссель   | Бельгия   | 2:8  | Англия     | ТМ     |
| 5                    | 20.04.1908 | Берлин     | Германия  | 1:5  | Англия     | ТМ     |
| Национальная сборная |            |            |           |      |            |        |
| 1                    | 15.02.1908 | Белфаст    | Ирландия  | 1:3  | Англия     | ЧБ     |
| 2                    | 16.03.1908 | Кардифф    | Уэльс     | 1:7  | Англия     | ЧБ     |
| 3                    | 04.04.1908 | Глазго     | Шотландия | 1:1  | Англия     | ЧБ     |
| 4                    | 13.02.1909 | Брэдфорд   | Англия    | 4:0  | Ирландия   | ЧБ     |
| 5                    | 03.04.1909 | Лондон     | Англия    | 2:0  | Шотландия  | ЧБ     |
| 6                    | 29.05.1909 | Будапешт   | Венгрия   | 2:4  | Англия     | ТМ     |
| 7                    | 31.05.1909 | Будапешт   | Венгрия   | 2:8  | Англия     | ТМ     |

Интересные факты:
- Во всех пяти матчах любительской сборной, при участии Линтотта, забивал мячи Вивьен Вудворд (всего — 12)[15].
- Партнёры по команде любителей Уолтер Корбетт, Герберт Смит, Роберт Хоукс[англ.], Хорэс Бейли[англ.], Кеннет Хант, Артур Берри и Вивьен Вудворд в составе сборной Великобритании осенью 1908 года стали победителями Олимпиады в Лондоне[16][17].
- Ивлин Линтотт стал первым игроком «Куинз Парк Рейнджерс», которого пригласили в состав национальной команды. Всего от этого лондонского клуба в 20-м веке получили вызовы 16 футболистов. Больше всего игр провели: Терри Фенвик — 19, Пол Паркер — 16, Джерри Фрэнсис и Энди Синтон — по 12[18].
- Ивлин Линтотт стал третьим и последним футболистом «Брэдфорд Сити», который защищал цвета сборной Англии в 20-м веке. Ранее в её составе играли Дики Бонд[англ.] и Джеймс Конлин[англ.][19].

## Футбольная лига
Дебют в первом дивизионе оказался для «Брэдфорд Сити» сложным, в стартовых 12-ти матчах клуб набрал шесть очков, забил семь голов и находился на последнем 20-м месте. 21 ноября 1908 года «Брэдфорд Сити» уступил «Манчестер Юнайтед» (2:0) и в тот же день был подписан контракт с Ивлином Линтоттом. Во втором круге команда играла лучше и смогла подняться на 18-ю позицию, которая давала возможность продолжить выступления в элите клубного английского футбола, а из второго дивизиона вылетели «Манчестер Сити» и «Лестер Сити».
В следующих трех сезонах «Брэдфорд Сити» завершал чемпионат в первой половине турнирной таблицы, а самым большим достижением состава стала победа в Кубке Англии 1910/11. Но в розыгрыше этого турнира Линтотт участия не принимал, его начали донимать травмы. В Брэдфорде ему предложили работу на фабрике по изготовлению спортивной одежды, но он предпочёл место учителя в школе Дадли Хилл.
В 1911—1912 годах возглавлял «Ассоциацию футболистов и тренеров». Этот профсоюз был учреждён 2 декабря 1907 года Билли Мередитом и Чарли Робертсом (игроки клуба «Манчестер Юнайтед»). Его целью была отмена максимального уровня заработной платы в четыре фунта и увеличение выплат футболистам во время переходов из одной команды в другую. Вместе со старшим братом Фредериком, Ивлин работал над газетой этого объединения «Football Player Magazine».
В 1912 году молодой тренер Герберт Чепмен пригласил Линтотта в состав своей команды, его избрали капитаном «Лидс Сити». Чемпионат 1912/13 стал лучшим в его спортивной биографии: в первенстве сыграл во всех матчах, а клуб поднялся с 19-го на 6-е место (по сравнению с предыдущим турниром). В следующем сезоне снова начали донимать травмы, он провёл несколько матчей, передал капитанскую повязку Джимми Спирсу и завершил футбольную карьеру. Всего провёл в первом дивизионе 53 матча, во втором — 43, в Кубке Англии — 6.
Статистика клубных выступлений:
| Сезон               | Команда                | Чемпионат           | Чемпионат | Чемпионат | Кубок | Кубок |
| Сезон               | Команда                | Л                   | Игры      | Голы      | Игры  | Голы  |
| ------------------- | ---------------------- | ------------------- | --------- | --------- | ----- | ----- |
| 1899/04             | «Уокинг»               | ЛЗС                 |           |           |       |       |
| 1904/05             | «Уокинг»               | ЛЗС                 | 32        | 27        |       |       |
| 1905/06             | «Уокинг»               | ЛЗС                 |           |           |       |       |
| Всего за «Уокинг»   |                        |                     |           |           |       |       |
| 1906/07             | «Плимут Аргайл»        | ПФЛ                 | 2         | 0         |       |       |
| 1907/08             | «Куинз Парк Рейнджерс» | ПФЛ                 | 35        | 1         | 2     | 0     |
| Всего в Южной лиге  | Всего в Южной лиге     | Всего в Южной лиге  | 37        | 1         | 2     | 0     |
| 1908/09             | «Брэдфорд Сити»        | Д-1                 | 20        | 1         | 2     | 0     |
| 1909/10             | «Брэдфорд Сити»        | Д-1                 | 24        | 1         | 2     | 0     |
| 1910/11             | «Брэдфорд Сити»        | Д-1                 | 7         | 0         |       |       |
| 1911/12             | «Брэдфорд Сити»        | Д-1                 | 2         | 0         |       |       |
| Всего за «Бредфорд» | Всего за «Бредфорд»    | Всего за «Бредфорд» | 53        | 2         | 4     | 0     |
| 1912/13             | «Лидс Сити»            | Д-2                 | 38        | 1         | 1     | 0     |
| 1913/14             | «Лидс Сити»            | Д-2                 | 5         | 0         | 1     | 0     |
| Всего за «Лидс»     | Всего за «Лидс»        | Всего за «Лидс»     | 43        | 1         | 2     | 0     |

## Война
4 августа 1914 года Великобритания объявила войну Германской империи. Военный министр лорд Китченер считал, что Британская империя не сможет участвовать в длительной войне лишь с помощью существующих на то время регулярных войск, и поэтому по всей стране начался набор добровольцев под лозунгом «Вашей стране нужны вы».
14 сентября 1914 года школьный учитель Ивлин Линтотт записался в Лидсе в 15-й батальон Западно-Йоркширского полка. Это формирование также известно как «Товарищи из Лидса» и считается одним из первых в так называемой «Армии Китченера». Вскоре Линтотт получил звание сержанта, а 20 декабря 1914 года стал первым лейтенантом британской армии из ячейки бывших профессиональных футболистов. В этом батальоне служил известный игрок в крикет лейтенант Уильям Бут.
В декабре следующего года его часть направляют для защиты важнейшей транспортной артерии на всём Ближнем Востоке — Суэцкого канала от войск Османской империи, захвативших Синайский полуостров. В Египте 15-й батальон находился три месяца, и в марте 1915 года был переведён на Западный фронт, во Францию.
1 июля 1916 года началась наступательная операция на реке Сомма в Северной Франции. «Товарищи из Лидса» получили приказ занять деревню Серрет. Взвод Линтотта попал под шквальный огонь, лейтенант пытался продолжить наступление, но во время третьей попытки погиб от пулемётной очереди в грудь. Тело лейтенанта Линтотта осталось на поле боя. Место захоронения неизвестно. Личные вещи, в том числе три книги и 78 фунтов стерлингов, были отправлены матери в Суррей. Его имя выгравировано на памятнике мемориала погибшим британским солдатам во французском городе Тьепваль.

Младший брат капрал Кит Линтотт служил в Королевском новозеландском инженерном корпусе. Погиб 23 сентября 1916 года, в возрасте 21 годах.

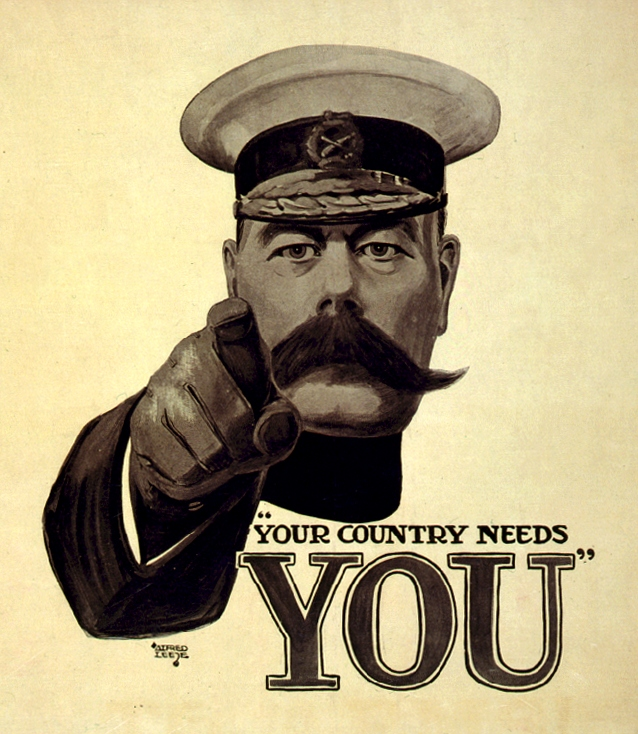
Агитационный плакат времён Первой мировой войны, с призывом вступать в британские войска.
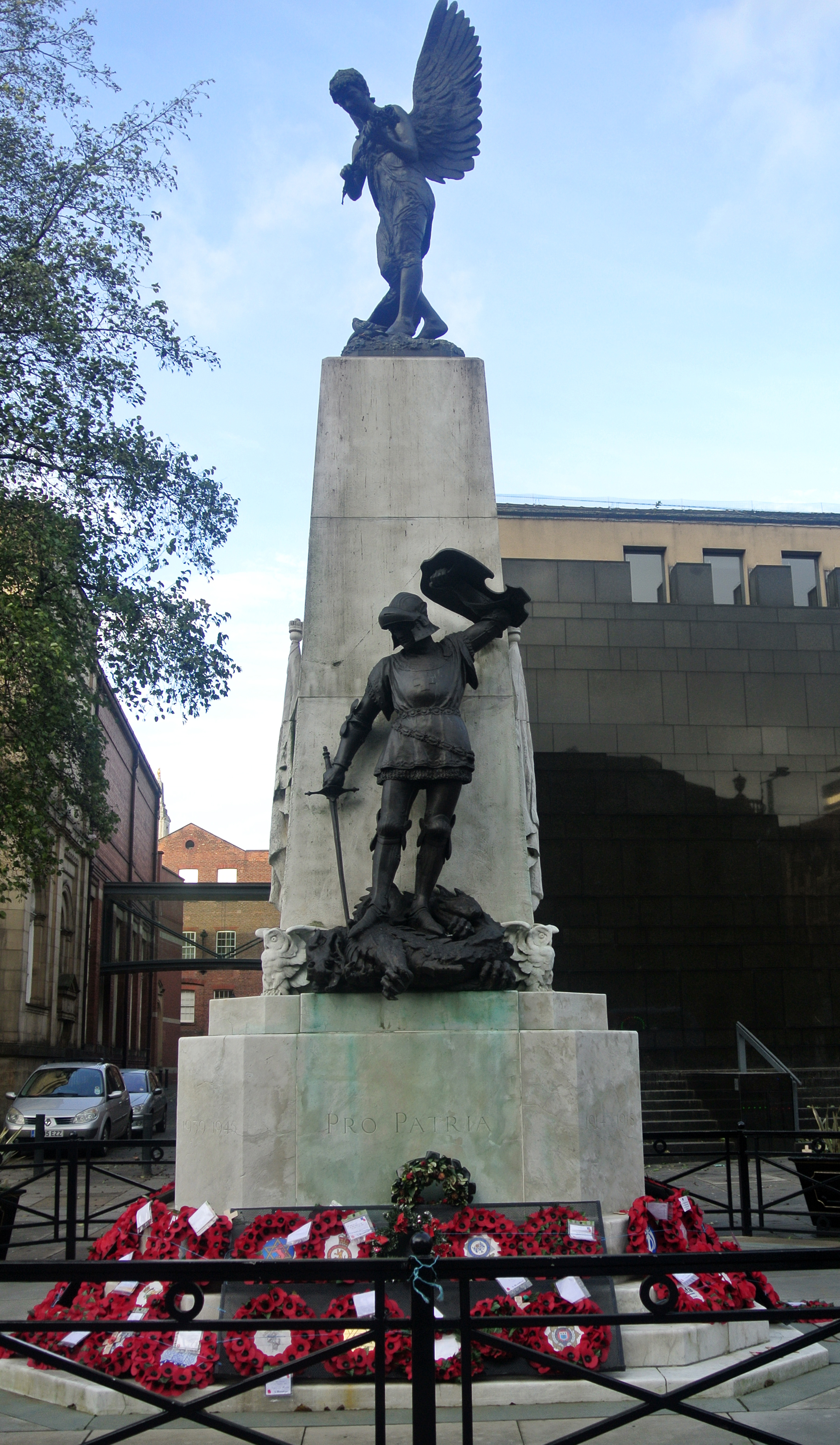
Памятник участникам мировых войн в Лидсе.
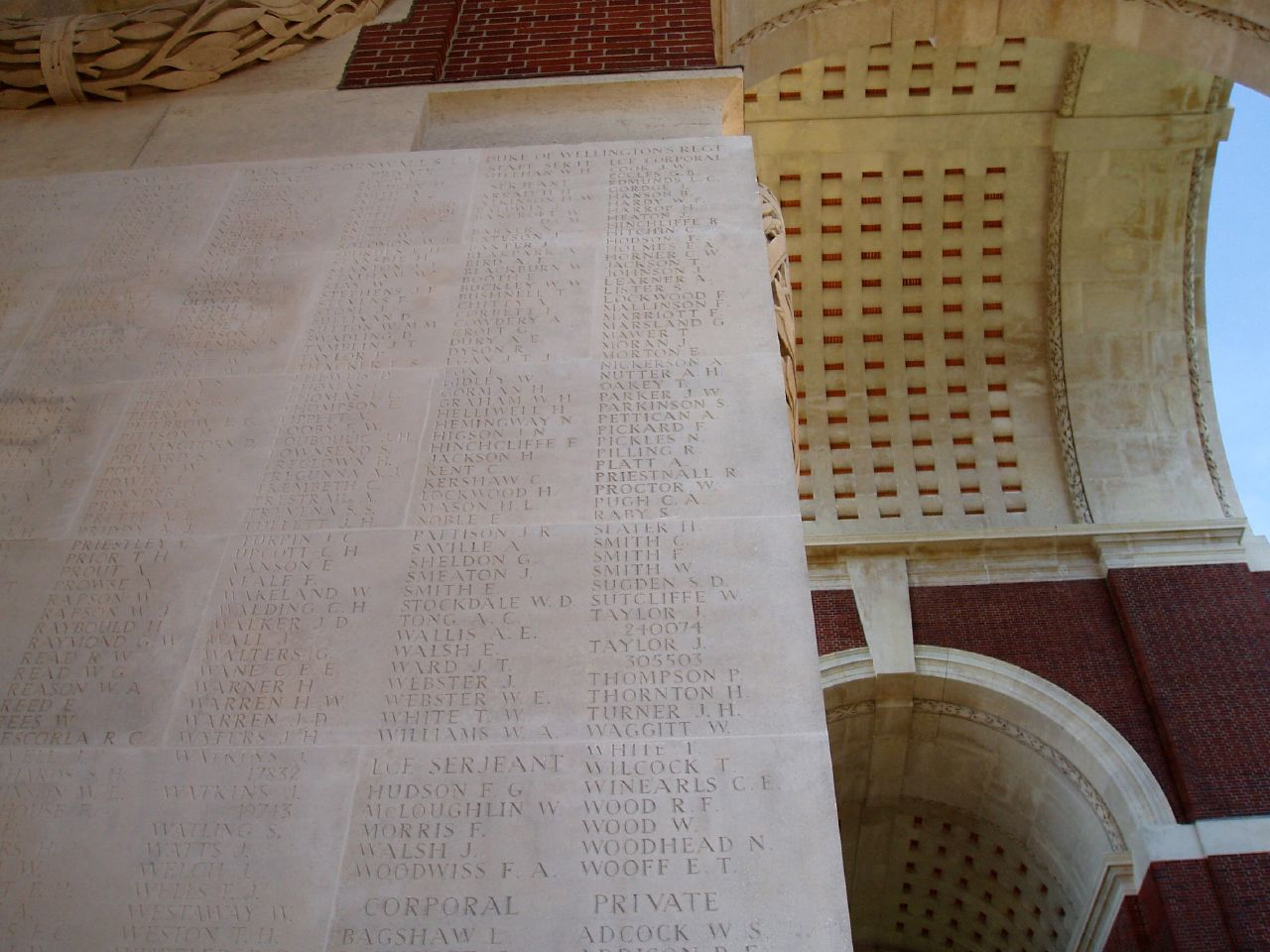
Мемориал во французском городе Тьепваль.

## Спортивные достижения
- Чемпион Британии (2): 1908[англ.], 1909[англ.]
- Победитель Южной футбольной лиги (1): 1908